# Bataille d'Al-Genaïna
Guerre civile soudanaise
La bataille d'Al-Geneïna est une bataille pour le contrôle d'Al-Genaïna, la capitale du Darfour-Occidental au Soudan, entre les forces de soutien rapide (FSR) et les forces armées soudanaises, entre le 15 avril 2023 et le 2 mai 2023. Cette bataille, ainsi que celle de Nyala, sont des batailles importantes qui constituaient la campagne du Darfour dans le cadre de la guerre civile soudanaise.
À la suite de cette bataille et de la prise de la ville d'Al-Geneïna, il s'est ensuivi le massacre d'Al-Geneïna faisant entre 10 000 et 15 000 morts.

## Contexte
Au début de l'année 2023, des tensions sont apparues entre les forces armées soudanaises, dirigées par le chef du coup d'État de 2021, Abdel Fattah al-Burhan, et les forces de soutien rapide dirigées par Mohamed Hamdan Dogolo, vestiges des Janjawids d'Omar el-Bechir qui ont commis des actes de nettoyage ethnique contre les tribus non arabes au Darfour. Ces tensions ont atteint leur paroxysme le 15 avril, lorsque les forces de soutien rapide ont attaqué les forces soudanaises à Khartoum, Merowe et dans plusieurs villes du Darfour, notamment Nyala, El Fasher et Al-Genaïna,.
À Geneina cependant, le gouverneur du Darfour Occidental, Khamis Abdallah Abkar, a déclaré l'état d'urgence le 10 avril en raison du meurtre de trois personnes par l'Alliance soudanaise, une milice dirigée par le gouverneur. Des affrontements entre Arabes et non-Arabes ont également éclaté à Foro-Baranga, à la frontière avec le Tchad, le 13 avril, causant la mort de 24 personnes.

## Bataille
La bataille d'Al-Geneïna a éclaté le 15 avril et s'est déroulée dans la partie occidentale d'Al-Geneïna. Les premiers affrontements ont duré une heure et demie, selon un chef tribal Masalit, et se sont terminés à midi. Les civils ont commencé à se réfugier dans leurs maisons et le chef Masalit a déclaré que la situation dans la ville était « turbulente et instable ». Les affrontements se poursuivent le 16 avril, mais on sait peu de choses à leur sujet. Les Forces de soutien rapide affirment tard dans la nuit du 16 avril qu'elles ont pris l'aéroport d'Al-Geneïna, mais il est impossible de le vérifier à ce moment-là. Un cessez-le-feu national, en provenance de Khartoum, ne tient pas non plus à Geneina le 16 avril.
Le 17 avril, l'hôpital d'Al-Geneïna est fermé en raison des combats. À l'époque, le nombre de morts et la localisation exacte des combats à Al-Geneïna sont impossibles à vérifier, en raison du brouillard de guerre et de l'imprécision des parties. Alors que certaines sources affirment que des combats ont éclaté entre les FAS et les FSR, d'autres affirment que les affrontements ont eu lieu entre les Arabes et les Masalit, qui ne sont pas arabes. Ahmed Gouja, journaliste à Nyala, corrobore les allégations d'affrontements entre Arabes et Masalit et affirme que les civils ont volé des armes au poste de police pour se protéger et protéger leurs quartiers. Le Bureau de la coordination des affaires humanitaires rapporte que les bureaux de l'ONU ont été pillés dans la ville et que les marchés, les maisons et les bureaux d'autres organisations humanitaires ont été incendiés.
Les 24-25 avril, les combats ont soudainement repris. Des milices issues des communautés masalit et arabes se sont jointes aux combats.
Le 2 mai 2023, les FSR auraient repris le contrôle de la ville pour la deuxième fois, récupérant également une partie des terres qu'elles avaient perdues précédemment, 200 personnes auraient trouvé la mort, les combats de rue et les grèves étant toujours présents dans la ville,.

## Massacres
Le 14 juin 2023, le gouverneur du Darfour-Occidental Khamis Abdallah Abakar alarme sur les massacres en dénonçant un génocide ayant eu lieu dans la ville, avant d'être à son tour tué par les FSR. Le 15 juin, un convoi de refugié qui tente de fuir la ville est massacré par les FSR.
Le 4 et 5 novembre 2023, une nouvelle vague de violence s'est produite à Ardamata une localité au Nord-Est d'Al-Geneïna où se situait la base de la 15e division de l'armée soudanaise et où de nombreux réfugiés s'étaient agglomérés,. La prise de la base fait environ un millier de victimes
Le bilan du nombre de morts dans ces massacres est estimé par les Nations unies en janvier 2024 à entre 10 000 et 15 000 morts. Les massalits ont été particulièrement ciblé dans ces massacres et de nombreuses agressions sexuelles et viols ont eu lieu. De nombreux observateurs parlent de nettoyages ethniques et génocides. Dans le même temps, 550 000 personnes principalement d'Al-Geneïna ont fuis pour se réfugié au Tchad voisant,.